# Kastanjegärdsmyg
Kastanjegärdsmyg (Cantorchilus nigricapillus) är en fågel i familjen gärdsmygar inom ordningen tättingar. Den förekommer i södra Centralamerika och nordvästra Sydamerika.

## Utseende och läte
Kastanjegärdsmygen är en medelstor gärdsmyg med karakteristisk fjäderdräkt. Ovansidan är roströd ovan, undertill med rentroströda flanker hos vissa bestånd, svartvitbandade hos andra. Den har vidare svart på hjässa och nacke, rent vitt på strupen och i ansiktet ett komplext svartvitt mönster. Den ljudliga och ringande sången avges ofta som duett.

## Utbredning och systematik
Kastanjegärdsmyg delas upp i sju underarter i två grupper med följande utbredning:
- castaneus-gruppen
  - Cantorchilus nigricapillus costaricensis – låglänta områden utmed Karibiska havet i sydöstra Nicaragua, Costa Rica och nordvästra Panama
  - Cantorchilus nigricapillus castaneus – Panama (Veraguas till Kanalzonen)
  - Cantorchilus nigricapillus odicus – Panama (öarna Escudo de Veraguas och Bocas del Toro)
  - Cantorchilus nigricapillus schottii – Stillahavssluttningen i östra Panama (Darién) och nordvästra Colombia
  - Cantorchilus nigricapillus reditus – sluttningen mot Karibiska havet i östra Panama (östra Colón, San Blas)
- nigricapillus-gruppen
  - Cantorchilus nigricapillus connectens – sydvästra Colombia (Cauca och Nariño) till nordöstra Ecuador
  - Cantorchilus nigricapillus nigricapillus – tropiska västra Ecuador (Esmeraldas till El Oro)

### Släktestillhörighet
Tidigare placerades arten i Thryothorus, men DNA-studier visar att arterna i släktet inte är varandras närmaste släktingar, varför Thryothorus delats upp på flera mindre släkten, bland annat Cantorchilus.

## Levnadssätt
Kastanjegärdsmygen hittas i skogsbryn eller ungskog, ofta nära vatten. Där håller den sig ofta gömd bland snår och klängväxter och kan vara svår att få syn på.

## Status och hot
Arten har ett stort utbredningsområde, men tros minska i antal, dock inte tillräckligt kraftigt för att den ska betraktas som hotad. Internationella naturvårdsunionen IUCN listar arten som livskraftig (LC). Beståndet uppskattas till i storleksordningen en halv miljon till fem miljoner vuxna individer.